# Birschel-Mühle
Die Birschel-Mühle war eine Getreidemühle an der Ruhr in Hattingen. Das Gebäude stammt aus dem Jahre 1902.
Schon 1236 wurde die Weyler-Mühle als Gründung von Haus Cliff genannt. Bis 1866 wurde die Mühle mit Wasserkraft angetrieben, dann kam die Dampfkraft hinzu. Das Gelände wurde 1861 von den Brüdern Gottlieb und Heinrich Birschel übernommen, um eine Kornmühle zu errichten. 1880 erwarben sie auch das Burggelände. 1902 wurde das Mühlengebäude neu errichtet, 1904 folgte der Bau des Getreidesilos im gleichen Stil. Ferner entstand eine Fabrikantenvilla. Gottlieb Birschel jun. (* 1882; † 4. November 1954) übernahm die Mühle von seinem Vater. 1955 wurde der Mühlenbetrieb eingestellt. Seit dem 1. November 1959 fließt die Ruhr wegen einer Umverlegung für das Werksgelände der Henrichshütte in einem anderen Arm, die Mühle selbst lag seitdem an einem Altarm. Heute befinden sich im Gebäudekomplex eine Seniorenwohnanlage und ein Restaurant.
Das zugehörige Wasserkraftwerk wurde in den letzten Jahren reaktiviert. Die an Ort und Stelle vorhandene Wasserturbine ist im Rahmen der Renovierungsarbeiten erneuert worden und speist Ökostrom in das Stromnetz ein.
Das Wehr ist eine von vielen Staustufen an der Ruhr. Die Schleuse Hattingen wurde 1774 erbaut und ist heute noch betriebsbereit.
Die Ruhrbrücke Hattingen wurde urkundlich erstmals am 30. Juni 1319 erwähnt.